# Sergio Gobbi
Sergio Gobbi, conosciuto anche come Elie Blorovich (Milano, 13 maggio 1938), è un regista, sceneggiatore e produttore cinematografico italiano, attivo soprattutto in Francia.

## Filmografia
- L'Espace d'un matin, regia e sceneggiatura (1961)
- Le Bluffeur, regia e sceneggiatura (1963)
- Pas de panique, regia e adattamento (1966)
- Amare per vivere (L'étrangère), regia e sceneggiatura (1968)
- Maldonne, regia e sceneggiatura (1968)
- Une fille nommée Amour, regia (1969)
- Tempo di violenza (Le Temps des loups), regia e sceneggiatura (1969)
- Il bel mostro (Un beau monstre), regia e sceneggiatura (1971)
- Improvvisamente una sera, un amore (Les galets d'Étretat), regia e sceneggiatura (1972)
- Les Intrus, regia e sceneggiatura (1972)
- Così bello così corrotto così conteso (Les Voraces), regia e sceneggiatura (1973)
- La rivale di mia moglie (La Rivale), regia e sceneggiatura (1974)
- Blondy, regia (1976)
- Venise, regia e sceneggiatura (1978)
- Ciao, les mecs, regia (1979)
- Enfantasme (L'Enfant de la nuit), regia e sceneggiatura (1978)
- Love story del piacere (International Prostitution: Brigade criminelle), regia e sceneggiatura – rieditato come Vivere e morire a Bangkok (1980)
- L'Arbalète, regia, sceneggiatura e produzione (1984)
- La Nuit du risque, regia e sceneggiatura (1986)
- Se ti piace... vai... (Try This One for Size), sceneggiatore (1989)
- Passez une bonne nuit (TV), sceneggiatura (1984)
- Quattro omicidi in 48 ore (Le Denier du colt), (TV) sceneggiatore (1989)
- Presunto violento (Présumé dangereux), sceneggiatore (1990)
- L'Affaire, regia e sceneggiatura (1994)
- Rewind, regia (1998)
- La donna di nessuno (Sans état d'âme), sceneggiatore (2008)